# 大西憲
大西 憲（おおにし あきら、1951年 - ）は日本の翻訳家。京都市生まれ。信州大学理学部卒。日本推理作家協会会員。

## 訳書
- 『荒れた岸辺』上・下（The Wild Shore、キム・スタンリー・ロビンスン、早川書房、ハヤカワ文庫SF、オレンジカウンティ三部作） 1986
- 『デイワールド』（Dayworld、フィリップ・ホセ・ファーマー、早川書房、ハヤカワ文庫SF） 1987
- 『ポストマン』（The Postman、デイヴィッド・ブリン、早川書房、ハヤカワ文庫SF） 1988
- 『ナイト・ムーヴズ』（Knight Moves、ウォルター・ジョン・ウィリアムズ、早川書房、ハヤカワ文庫SF） 1989
- 『木星強奪』上・下（The Jupiter Theft、ドナルド・モフィット、早川書房、ハヤカワ文庫SF） 1990
- 『ゴールド・コースト』上・下（The Gold Coast、キム・スタンリー・ロビンスン、早川書房、ハヤカワ文庫SF、オレンジカウンティ三部作） 1991
- 『エドガー・ケイシーの夢解釈の本 : 夢は無意識世界からの有用なメッセージ』（Dreams、ヒュー・リン・ケイシーほか共著、たま出版） 1994
- 『タイム・パトロール / 時間線の迷路』上・下（The Shield of Time、ポール・アンダースン、早川書房、ハヤカワ文庫SF） 1995

### デュマレスト・サーガ
- 『夢見る惑星フォルゴーン』（Derai、E・C・タブ、東京創元社、創元推理文庫、デュマレスト・サーガ2） 1982
- 『聖なる惑星シュライン』（Lallia、E・C・タブ、東京創元社、創元推理文庫、デュマレスト・サーガ6) 1982
- 『希望の惑星アス』（Incident on Ath、E・C・タブ、東京創元社、創元推理文庫、デュマレスト・サーガ18） 1983
- 『悪夢の惑星ホーガン』（Spectrum of a Forgotten Sun、E・C・タブ、東京創元社、創元推理文庫、デュマレスト・サーガ15） 1983
- 『誘拐惑星オウレル』（Jondelle、E・C・タブ、東京創元社、創元推理文庫、デュマレスト・サーガ10） 1983
- 『異形の惑星クルディップ』（World of Promise、E・C・タブ、東京創元社、創元推理文庫、デュマレスト・サーガ23） 1984
- 『秘薬の惑星エリシウス』（The Terra Data、E・C・タブ、東京創元社、創元推理文庫、デュマレスト・サーガ22） 1984
- 『女帝の惑星ジュールダン』（The Coming Event、E・C・タブ、東京創元社、創元推理文庫、デュマレスト・サーガ25） 1985
- 『遊民の惑星ライカン』（Angado、E・C・タブ、東京創元社、創元推理文庫、デュマレスト・サーガ29） 1986
- 『生命の惑星カスケード』（Symbol of Terra、E・C・タブ、東京創元社、創元推理文庫、デュマレスト・サーガ30） 1987
- 『最後の惑星ラニアン』（The Temple of Truth、E・C・タブ、東京創元社、創元推理文庫、デュマレスト・サーガ31） 1989